# Dicer
Dicer est une enzyme impliquée dans le processus d'ARN interférence. Ses quatre domaines protéiques sont encodés par le gène DICER1. La protéine dicer composée de 1922 acides aminés, aussi connue sous le nom d’endoribonucléase dicer, est une ribonucléase de classe 3 qui clive les fragments doubles brins d’ARN et les pré-microARN afin d’obtenir des petits ARN interférant et des microARN. Ces fragments ont une longueur d’environ 25 paires de bases et la coupure laisse une extrémité cohésive 3’ débordante de deux bases. La protéine dicer sert à faciliter l’activation du complexe RISC qui est essentiel à une activité d’ARN interférente. Le complexe RISC possède le composant argonaute qui est capable de dégrader les ARN messager. Son gène, DICER1, est situé sur le chromosome 14 humain.

## Domaines fonctionnels
La protéine dicer humaine aussi connue sous le nom de DICER1 est une ribonucléase de type 3, car elle contient des hélicases et les domaines Piwi, Argonaute et Zwille (PAZ). En plus de ces domaines, dicer contient aussi les domaines d’attachement d’ARNdb DUF283 et dsRBD et le domaine de dimérisation dicer (DDD).

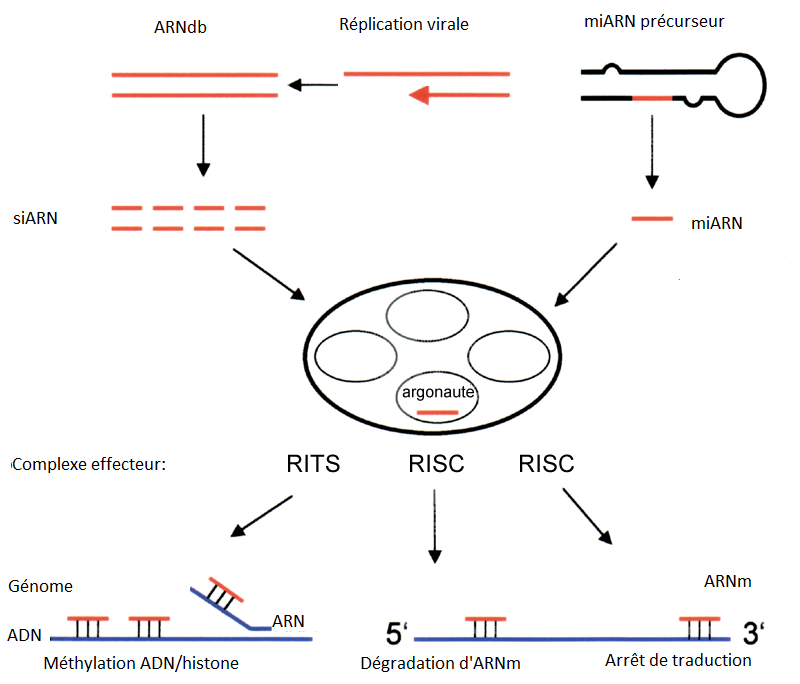
L’enzyme dicer coupe l’ARNdb afin de former des siARN et miARN. Ces ARN sont incorporés dans le complexe RISC qui cible les ARNm afin de prévenir la traduction.

## Rôle de Dicer
La protéine encodée par DICER1 joue un rôle dans l’interférence à l’ARN de deux façons soit avec les miARN et les siARN. La première méthode implique la fragmentation d’ARN en microARN afin d’inhiber l’expression génique séquence spécifique de l'ARN messager. La deuxième méthode utilise dicer pour cliver des ARNdb en siARN afin d’activer le complexe RISC et permettre l’inactivation du gène cible,. 

## Dicer et le Cancer
Certains individus atteints de tumeurs malignes vont présenter des profils d’expression de miARN altérés ce qui suggère que les miARN jouent un rôle dans le développement du cancer et son pronostic. Il a été démontré qu’une faible expression des ARNm de dicer corrèle avec un stade avancé du cancer et un mauvais pronostic chez des individus atteints de cancer des poumons ou des ovaires. Cependant, pour d’autres types de cancer tels que le cancer de la prostate ou de l’œsophage, une corrélation a été établie entre un niveau d’expression élevé de dicer et un mauvais pronostic. Cette différence selon le type de cancer suggère que les processus de régulation au petit ARN interférant varient selon le type de tumeur. De plus, certains cancers particuliers sont associés à des mutations de DICER1 (syndrome DICER1).

## Syndrome de DICER1

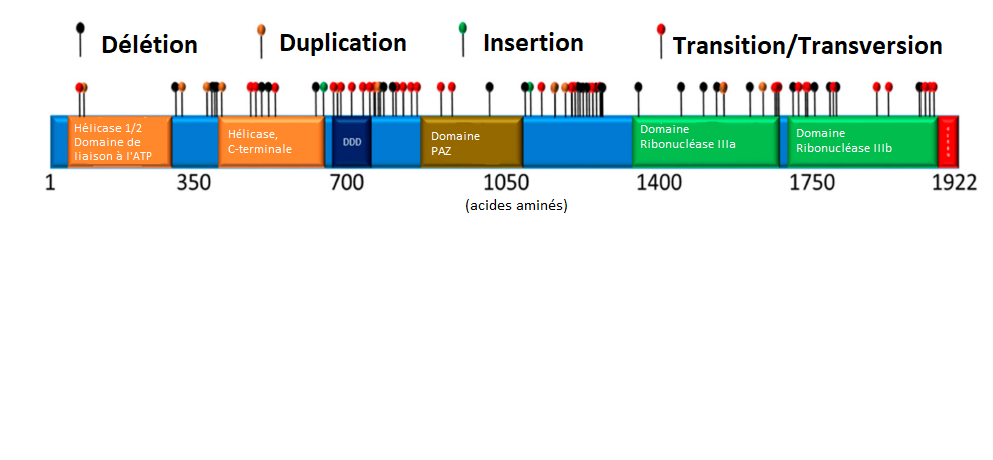
Localisations des mutations germinales connues pour le syndrome DICER1.

Le syndrome DICER1 (aussi connu sous le nom de syndrome de prédisposition au blastome pleuropulmonaire relié à DICER1) est une condition rare avec une prévalence inconnue qui est causée par multiples mutations du gène DICER1. Ces mutations font en sorte que la protéine dicer produite est trop courte et donc n’est plus en mesure d’assister à la production de micro ARN. Ce manque de micro ARN mène généralement à une mauvaise régulation de certains gènes et donc une expression anormale de ceux-ci menant à la formation de tumeurs. 
Ce syndrome est transmis de manière autosomique dominante. C’est-à-dire qu’une seule copie du gène muté a besoin d’être présent chez un individu afin que celui-ci soit plus à risque de développer des tumeurs. 
Le syndrome DICER1 contribue à augmenter le risque de formation de tumeurs cancéreuse et non cancéreuse. Cette mutation cause seulement une augmentation moyenne du risque de développement de tumeur, lorsque comparer à la population générale. En effet, beaucoup d’individus qui sont affectés par ce syndrome ne développeront pas de tumeur au cours de leur vie. Cette condition augmente le risque d’être atteint par des tumeurs pulmonaires, des reins, des ovaires ou de la glande thyroïde. De tous les types possibles, les individus à risques, vont être le plus souvent affecté par des blastomes pleuropulmonaires. Ce type de cancer affecte les jeunes enfants et est caractérisé par la formation de tumeur sur la plèvre qui va former rapidement des métastases au cerveau, au foie ou à l’os. Le syndrome DICER1 a aussi été lié aux néphrome kystiques (affecte les reins), cellule tumorale de Sertoli-Leydig (affecte les ovaires), goitre multinodulaire (affecte la glande thyroïde), rhabdomyosarcome (affecte les tissus musculaires), hamartome du foie ainsi qu’au cancer de la thyroïde. La majorité des mutations connues pour le syndrome DICER1 affectent les domaines connus de la protéine (domaine d’hélicase, domaine de dimérisation dicer, domaine PAZ et domaine d’ARNase III). Pour l’instant, quatre-vingt-huit mutations germinales différentes possibles ont été identifiées comme pouvant mener au syndrome DICER1.